# Cal Marcé Vell
Cal Marcé Vell és una casa dins del nucli antic de Freixenet de Segarra, del municipi de Sant Guim de Freixenet, inclosa a l'Inventari del Patrimoni Arquitectònic de Catalunya.
Està perfectament integrada a l'estructura urbana del poble. La construcció d'aquest pas cobert d'accés al nucli urbà, probablement es bastiria durant el segle xvi. El poble de Freixenet fou reconquerit i repoblat a partir de la segona meitat del segle xi. Segurament a finals del segle xi o principis del XII sorgí una família, feudatària dels Cervera, que devia dur el mateix nom que el poble. Al segle xiv passà a Pere d'Oluja i a principis del segle xv a Ramon de Pinós. L'any 1426 tant el castell com el territori passaren a ser possessió de l'abat de Sant Vicenç de Cardona, Guillem Mitjans. Actualment no queda cap vestigi de la fortalesa, ni tan sols de la torre de guaita, les restes de la qual van ser destruïdes per fer l'actual plaça de l'església sense fer cap intervenció arqueològica prèvia
Es tracta d'un edifici de planta irregular, estructurat en planta baixa, primer i segon pis, i amb cobertes exteriors a una vessant. També, hi ha integrada dins d'aquesta construcció, un pas cobert delimitat per dos portals allindats, molt remodelats, i situat a nivell de la planta baixa, amb accés exterior a ponent. Malgrat que exteriorment l'edifici no resti cap element estructural o decoratiu remarcable, si que al seu interior conserva part de la primitiva porta d'accés. Es tracta d'una porta situada a la planta baixa, i integrada al parament interior d'una habitació, d'estructura allindanada amb treball motllurat. Cal destacar, però, la decoració de la seva llinda amb una motllura que dibuixa un arc de cortina i una creu de Malta, Aquesta casa presenta un parament exterior paredat i carreus de pedra del país per l'estructura de la primitiva porta d'accés.<